# Предміер
Предміер — (словац. Predmier), село (обец) в складі Окресу Битча розташоване в Жилінському краї Словаччини. Перша згадка про село датована 1193 роком. До складу обца причисляють село Грабове.
Обец Предміер розташований в Битчанській котловині — поблизу Стажовських гір (Strážovských vrchoch) в їх західній частині у підніжжі масиву Суловських скель орієнтовне розташування — супутникові знимки [Архівовано 25 серпня 2011 у WebCite]. Обец пересікає ще й Граднянський потік, а саме село, розтягнулося по поймі Вагу і займає площу в 1080 гектарів з 1 353 мешканцями. Розміщений орієнтовно на висоті в 301 метр над рівнем моря, відоме своїми природними, рекреаційними ресурсами. В обці розташовані численні історичні пам'ятки, але найвизначальнішим цієї місцини є туристична принада — Сульовські скелі, котрі відомі за межами самої Словаччини. З Предміер пов'язані: письменник Йозеф Ігнац Байза (Jozef Ignác Bajza) автор першого писемного твору словацькою мовою, народовець і педагог Ян Ганнулік (Ján Hannulík), народовець і педагог Даніель Дубравіус (Daniel Dubravius), народний лікар Франьо Мадва (Fraňo Madva). Недалеко від Предміера (1 км) пролягає загальноєвропейського значення автомагістраль Е50 та Е75.
Протікає річка Граднянка.

## Населення
| Рік:            | 1994. | 2004.   | 2014.   | 2024.   |
| --------------- | ----- | ------- | ------- | ------- |
| Кількість осіб: | 1335  | 1350    | 1364    | 1363    |
| Різниця:        |       | +1,12 % | +1,03 % | -0,07 % |

| Рік:            | 2023. | 2024.   |
| --------------- | ----- | ------- |
| Кількість осіб: | 1359  | 1363    |
| Різниця:        |       | +0,29 % |

## Пам'ятки
Найвідоміші історичні пам'ятки Предміер:
- Костел римо-католицький (1799 року побудований за лекалами колишньої будівлі, яка була в манері епохи ренесансу, побудована орієнтовно в 1600 році), у стінах костела розміщенні усипальниці датовані 16-17 століттями.
- Будівля пошти (в манері епохи ренесансу, побудована орієнтовно в межах 17-18 століть).